# Borbély Lajos
Borbély Lajos (1952. szeptember 16. – 2019. március 6.) négyszeres magyar bajnok labdarúgó, középpályás.

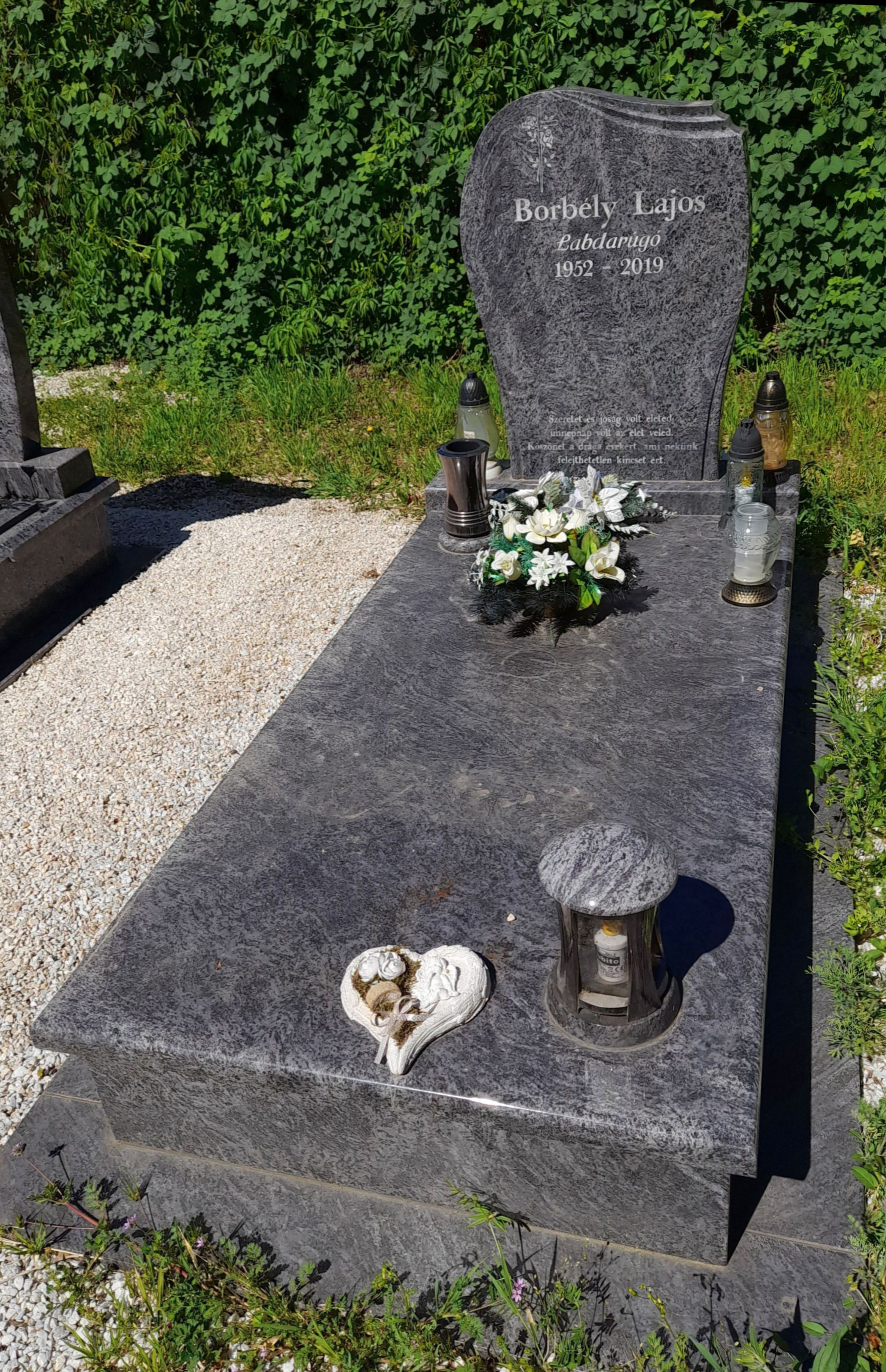
Sírja a Megyeri temetőben, 2024-ben

## Pályafutása
1971 és 1976 között az Újpesti Dózsa labdarúgója volt, ahol négy alkalommal volt a bajnokcsapat tagja. Nem volt a csapat meghatározó játékosa. Összesen hét bajnoki mérkőzésen szerepelt. Ebből háromszor volt a kezdőcsapat tagja és egyszer cserélték le. Négy alkalommal becserélték.

## Sikerei, díjai
- Magyar bajnokság
  - bajnok: 1971–72, 1972–73, 1973–74, 1974–75
  - 3.: 1975–76